# Meliboeus insipidus
Meliboeus insipidus es una especie de escarabajo del género Meliboeus, familia Buprestidae. Fue descrita científicamente por Théry en 1905.